# Ебу Вейл
Ѐбу Вейл (на английски: Ebbw Vale; на уелски: Glyn Ebwy, Глин Ѐбуй) е град в Южен Уелс, главен административен център на графство Блайнай Гуент. Разположен е на около 35 km на север от централната част на столицата Кардиф. Основен отрасъл в икономиката на града е производството на стомана. Добив на каменни въглища в миналото. От 6 февруари 2008 г. има отново жп гара. Населението му е 18 558 жители според данни от преброяването през 2001 г.